# Hibbertia pancheri
Hibbertia pancheri (Brongn. & Gris) Briq. – gatunek rośliny z rzędu ukęślowców (Dilleniales Hutch.). Występuje endemicznie w Nowej Kaledonii – na wyspie Grande Terre. 

## Morfologia
PokrójWiecznie zielone drzewo lub krzew. Dorasta do 8–15 m wysokości. Pień osiąga do 30 cm średnicy. Gałęzie są poskręcane, bardzo rozgałęzione.
LiścieZebrane po 10 na końcach pędów. Ich blaszka liściowa jest niemal siedząca, skórzasta i ma kształt od lancetowatego do eliptycznego. Mierzy 6–40 mm długości oraz 1–2 mm szerokości, jest całobrzega, o nasadzie zbiegającej po ogonku i ostrym wierzchołku. Górna powierzchnia ma zielonożółtawą barwę i jest matowa, natomiast od spodu są gęsto omszone.
KwiatyZebrane w wierzchotki, rozwijają się niemal na szczytach pędów. Mierzą 15–20 mm średnicy.
OwoceMieszki o podłużnym kształcie, osiągają 8–10 mm długości. Każdy zawiera jedno lub dwa nasiona.

## Biologia i ekologia
Rośnie w makii oraz wilgotnych, gęstych lasach. Występuje na wysokości do 1100 m n.p.m. Preferuje podłoże ultramaficzne, jak również gleby osadowe. Kwitnie i owocuje przez cały rok.